# Distretto di Weidong
Il distretto di Weidong (卫东区S, Wèidōng QūP) è un distretto della Cina, situato nella provincia di Henan e amministrato dalla prefettura di Pingdingshan.